# サンダース砦の戦い
サンダース砦の戦い（サンダースとりでのたたかい、英: Battle of Fort Sanders）は、南北戦争3年目の1863年11月29日、テネシー州ノックス郡で起きた、ノックスビル方面作戦の趨勢を決めた戦闘である。南軍ジェイムズ・ロングストリート中将の軍が、北軍アンブローズ・バーンサイド少将の防衛線を突破しようとしたが、南軍の一方的な敗北となり、ノックスビル包囲戦は終わりを迎えた。

## 背景
東テネシーで南軍は大きな地域を実質的に支配できたことがなかった。この地域では奴隷制度に対する道徳的な反感があり、またプランテーション型農業に適した土地が少ないと言う事実のために、ほとんど奴隷が居なかった。北部寄りかつ共和党支持の感情が強く、東テネシーの大半は合衆国からの脱退に賛成していなかった。それ故に、1863年9月にバーンサイドの北軍がノックスビルを占領した後も、地元民は協力的であった。ノックスビルへ到達するまでの山道の悪路のほうが悩みの種であった。
オーランド・M・ポー大尉が指揮する北軍の工兵隊が、ノックスビル近くに稜堡を持つ土盛りとして複数の砦を建設した。その1つがサンダース砦であり、ノックスビル中心街のすぐ西、小川の川岸に作られていた。1863年11月18日のノックスビル郊外の小競り合いで致命傷を負った、ウィリアム・P・サンダース准将の名前がこの砦につけられた。ノックスビル市の三方を囲む一連の土盛り工作物では突出部となっており、まわりの台地より70フィート (21 m) せり上がり、幅12フィート (3.6 m)、深さ8フィート (2.4 m) の壕で守られていた。ほとんど垂直なその壁は壕から15フィート (4.5 m) 聳え立っていた。砦の中には12門の大砲と、ニューヨーク第79歩兵連隊の440名が詰めていた。

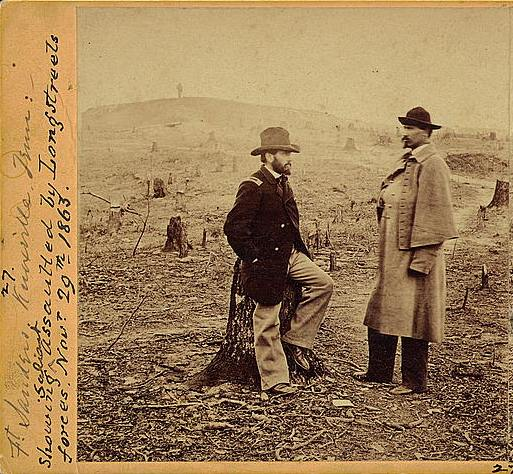
木の切り株に座る北軍工兵オービル・E・バブコックと、右に立つオーランド・ポー、戦場となったサンダース砦の突出部

ブラクストン・ブラッグ将軍指揮下の南軍が、テネシー州チャタヌーガで北軍を包囲していたので、ロバート・E・リー将軍の信頼する部下であるジェイムズ・ロングストリート中将指揮下の分遣隊がノックスビルに派遣され、バーンサイドのオハイオ軍がチャタヌーガの支援を阻止する任務を与えられた。11月16日、キャンベル駅の戦いで罠を回避した後、北軍はノックスビル周辺に防衛戦を築き、追撃した南軍により11月17日にノックスビル包囲戦が始まった。ロングストリートは北軍の防衛線の中で、サンダース砦が突破を試みるには最も適した場所だと判断した。当初11月20日に攻撃を予定していたが、援軍が合流するまで延期した。結果的に攻撃は、ベンジャミン・G・ハンフリーズ准将、グッド・ブライアン准将、ソロン・Z・ラフ大佐の指揮する3個歩兵旅団が行った。ラフはウィリアム・T・ウォフォード准将の旅団を指揮した。
1863年11月23日、ロングストリート軍はノックスビルからホルストン川（現テネシー川）の南にある高い崖のチェロキー・ハイツを占領した。そこはサンダース砦から約2,400ヤード (2,160 m) しか離れていなかった。ロングストリートの当初の意図は、正面攻撃の前に砲兵隊を使ってサンダース砦を「弱体化」させるつもりだった。しかしその実行前の最後の瞬間に作戦を変更し、夜明けに歩兵に急襲を掛けさせることにした。これは急襲の効果が砲撃の効果を上回ると期待したものだった。しかし、その急襲の数時間前に散兵を送り出すことで急襲の効果を削いでしまっていた。この移動によって狙撃兵には好都合な配置ができたものの、明らかに北軍に作戦計画を知らしめることになった。

## 戦闘
1863年11月29日に行われた襲撃は、立案も稚拙で、現場指揮も不十分だった。ロングストリートは歩兵が直面することになる物理的な障害物の難度を過小に見誤っていた。双眼鏡で壕を横断する北軍兵を目撃していたが、その兵が渡された板の上を歩いていたことを見逃し、その壕が非常に浅いものだと考えた。また急な壁については、重い攻城梯子を使うよりも足がかりを掘ることで素早く乗り越えられると考えていた。
南軍は凍るような雨と雪の夜に、その突出部から120ないし150ヤード (110-135 m) まで接近し、攻撃命令を待った。夜明けに始まったその攻撃は「19世紀の標準にてらして卑怯で残酷だ」と言われた。まず膝の高さで切り株から切り株に張り渡されていた電信線に邪魔された。後に鉄条網として使われるようになる防御手段の南北戦争でのおそらく最初の例になった。多くの兵士が電信線を解こうと苦闘する間に銃撃され命を落とした。彼らが壕に到達すると、その垂直の壁が降り続いていた雨で凍り、滑って、ほとんど登れないものであることに気がついた。北軍兵は壕で足止めされた南軍兵の集団に集中砲火を浴びせた。マスケット銃弾や大砲からの散弾だけでなく、導火線を点けた砲弾までが手榴弾代わりに落とされた。南軍兵は足がかりを掘ることができず、味方兵の肩に昇って人間梯子を作って壁の上に上がろうとした。攻撃地点を示すために軍旗を持った兵士が砦の壁をよじ登り、旗を立てようと試み、次々と撃ち落とされながらも一時的に壁の上で軍旗を立てることには成功した。ジョージア第16連隊、ミシシッピ第13連隊、同第17連隊の3本の軍旗が短時間、同時に翻ったものの、砦内の北軍兵に容易に追い落とされてしまった。

## 戦いの後
ロングストリートは20分後にこの悲惨な攻撃を中止させた。南軍の撤退後、北軍兵は壕の中に取り残された南軍兵200人以上を捕虜とした。南軍の損失は全体で813名だったのに対し、北軍は13名に過ぎず、南北戦争全体でも最大級に一方的な敗戦となった。この戦闘における敗北に、第三次チャタヌーガの戦い（11月23日-25日）でブラッグ軍が敗北していたという報せが入り、事実上ノックスビル包囲戦は放棄された。ロングストリートは攻撃を再開することなく、12月4日には撤退した。ロングストリートのノックスビル方面作戦は、バーンサイド軍を破れず、またブラッグ軍の支援もできずに失敗に終わった。12月14日にはビーン駅の戦いで、最後の抵抗を行ったものの、これも失敗して撤退し、その後は冬季宿営に入った。東テネシーは戦争の残り期間、北軍の支配が揺るぐことはなかった。

## 今日の戦場跡
サンダース砦地域は、戦闘から約30年後に建てられたヴィクトリア様式の家屋が多く並ぶ場所となった。特に通りから丘の側面に上がった場所にある家屋の幾つかは大変印象的なものである。その幾らかは近年に元の様式に改修された。数軒は1982年ノックスビル国際博覧会の会場に取り込まれた。多くの家屋はアパートに改築され、テネシー大学の学生が賃借している。小説家のジェームズ・エイジーはこの地域の出身である。その作品『All the Way Home』の映画版は、地域でも最も宮殿のような家屋で撮影されたが、その家は後に焼けてしまった。エイジーの小説『A Death in the Family』は、エイジー（小説の中ではルーファス）とその叔父が、サンダース砦の廃墟を眺めながら会話するシーンで終わっている。

## 関連図書
- Taylor, Paul. Orlando M. Poe: Civil War General and Great Lakes Engineer. Kent, OH: Kent State University Press, 2009. ISBN 978-1-60635-040-9.
- Seymour, Digby Gordon. Divided Loyalties: Fort Sanders and the Civil War in East Tennessee. Knoxville: University of Tennessee Press, 1963. OCLC 3519867.